# Rooglaid (Undu laht)
Rooglaid ist eine unbewohnte Insel, 70 Meter von der größten estnischen Insel Saaremaa entfernt. Die Insel liegt in der Landgemeinde Saaremaa im Kreis Saare. Sie liegt in der Bucht Undu laht im Kahtla-Kübassaare hoiuala.
Rooglaid ist 450 Meter lang und 110 Meter breit.